# USS General W. A. Mann (AP-112)
USS General W. A. Mann foi uma navio de transporte de tropas da Marinha dos Estados Unidos, sendo usado na Segunda Guerra Mundial, Guerra da Coreia e na Guerra do Vietnã. Sua denominação era um homenagem ao general William Abram Mann.

## História
Construído entre 1942 e 1943 e incorporado em 13 de outubro de 1943, iniciou suas atividades no norte da Africa. Em julho e setembro de 1944, transportou os dois primeiros escalões da Força Expedicionária Brasileira, entre o Rio de Janeiro e Nápoles (Itália).
Na Guerra da Coreia, foi utilizado pelo governo da República da Coréia para transportar documentos, além de ouro e prata. Na crise dos mísseis cubanos, transportou para o Caribe, armamento caso o conflito ocorre-se. Em 1966 foi colocado na frota da Reserva Nacional Americana e em 1987 foi vendido como sucata, sendo desmontado em Taiwan. O General W. A. Mann ganhou duas Estrela de serviço, uma para a Guerra da Coreia e outra pelos seus serviços na Guerra do Vietnã.